# Бу Тина
Корални спpуд Бу Тина налази се у Персијском заливу око 135 километара од Абу Дабија, главног града Уједињених Арапских Емирата. Захвата повшину од око 2 км² и налази се у саставу Резервата природе Марава. Од 2001. године налази се на листи УНЕСКО-а, а један је од кандидата за нових седам чуда природе. Посета острву је стриктно ограничена, а стални боравак је забрањен. Налазе се у тропским пределима северне хемисфере.

## Геологија
Према геоморфолошкој класификацији ова острва се убрајају у коралске спрудове, а њихове обале припадају типу манговских и коралско-спрудних. Наиме, коралски спрудови се пружају дуж тропских обала, најчешће у виду уских и дугачких баријера, мале висине. Острва су се формирала током терцијара.

## Географија
Бу Тина је ненасељена, а у рељефу доминирају песковито тло и муљевите обале обрасле шумама мангова. Живи свет је веома разноврстан, па овде бораве корњаче, фламингоси, пеликани, ретка врста орла рибара, ласте и соктрански коморани. Уз саму обалу се мресте бројне врсте риба попут гргеча, туна, скуша и др. Околне воде насељавају дугонзи, делфини (грбави и кљунасти), као бројне коралске колоније и морске траве.